# 1042年
| 千纪： | 2千纪 |
| 世纪： | 10世纪 \| 11世纪 \| 12世纪                                                                                               |
| 年代： | 1010年代 \| 1020年代 \| 1030年代 \| 1040年代 \| 1050年代 \| 1060年代 \| 1070年代                                         |
| 年份： | 1037年 \| 1038年 \| 1039年 \| 1040年 \| 1041年 \| 1042年 \| 1043年 \| 1044年 \| 1045年 \| 1046年 \| 1047年               |
| 纪年： | 壬午年（马年）；契丹重熙十一年；北宋慶曆二年；西夏天授禮法延祚五年；大理聖明元年；越南符有道六年，明道元年；日本長久三年 |

## 大事记
- 中國
  - 定川寨之戰以宋敗夏勝收場。
  - 重熙增幣
- 拜占庭帝国
  - 6月11日——君士坦丁九世登基。
- 英國
  - 哈德克努特於宴席上飲酒時暴斃，懺悔者愛德華打敗丹麥軍隊，威塞克斯王國（1016年被克努特大帝征服而中斷）復辟。

## 逝世
- 哈德克努特，丹麥國王和英格蘭國王，丹麥統治英格蘭時代的末代君主。
- 迈克尔五世，拜占庭皇帝（1015年出生，27岁）